# I'm Not Ashamed
I'm Not Ashamed é um filme biográfico de drama lançado em 2016 e baseado nos diários de Rachel Scott, a primeira vítima do massacre de Columbine, que ocorreu em Columbine, Colorado, nos Estados Unidos, em 1999. Rachel Scott é a protagonista, e a história dos dois atiradores que cometeram o massacre, Eric Harris e Dylan Klebold, está entrelaçada com a história de Rachel.

## Elenco
- Masey McLain como Rachel Joy Scott
  - Nola Fulk como Rachel (jovem)
- Ben Davies como Nathan Ballard (baseado em Mark Bodiford-Pettit)
- David Errigo Jr. como Eric Harris
- Cory Chapman como Dylan Klebold
- Justin Cone como Sean
- Cameron McKendry como Alex Dickerson
- Taylor Kalupa como Gabby
- Mark Daugherty como Kevin
- Jennifer O'Neill como Linda
- Derick Von Tagen como Craig Scott
- Isaac Lovoy como Mike Scott
- Sadie Robertson como Charity
- Korie Robertson como Tia Bea
- Bella Robertson como Anna
- Jaci Velasquez como Sra. Diaz

## Controvérsia
Os produtores do filme acusaram o YouTube de preconceito anticristão por bloquear o trailer oficial de I'm Not Ashamed por 11 meses do site. Foi relatado que o site de compartilhamento de vídeos tinha removido várias vezes o trailer do filme sem oferecer nenhuma explicação válida.
Pelo menos um dos autores e algumas partes da mídia questionam as reais circunstâncias que cercaram os últimos momentos de Rachel Scott, mas, de acordo com várias fontes, a ferida final e fatal que Rachel levou foi causada depois que Eric Harris se aproximou dela quando ela e Richard Castaldo já estavam feridos no chão; ele tinha levantado a cabeça de Rachel puxando pelos cabelos, antes de perguntar para Rachel se ela acreditava na existência do Senhor, o qual ela teria respondido: "Você sabe que eu acredito". Então, Eric teria respondido, "Bem, vá ficar com Ele", antes de atirar no templo da cabeça de Rachel. Richard Castaldo, o aluno que foi baleado diretamente, estando ao lado de Rachel, e que só sobreviveu ao ataque porque fingiu estar morto antes de cair inconsciente, se lembraria de ter ouvido Rachel chorando enquanto ela se enrolava em formato de bola na grama, antes de ouvir um último tiro quando Eric Harris e Dylan Klebold se aproximaram deles. Após o lançamento do filme, ateus criticaram o filme e até mesmo a família de Rachel nas redes sociais. Até mesmo sites como o The Guardian, criticaram o filme. O The Guardian acusou o filme de usar o massacre de Columbine para razões de propaganda religiosa. Algumas pessoas também acusam a mãe de Rachel, Beth Nimmo, de usar o filme para ganhar publicidade e lucro.

## Bilheteria
O filme estreou em 505 cinemas selecionados, em 21 de outubro de 2016. O consumo bruto em seu dia de estreia foi de 330 mil dólares.

## Recepção
No site agregador de arte Rotten Tomatoes, o filme tem uma avaliação de 29%, com base em 7 críticas, e uma classificação média de 4,2/10. No site Metacritic, o filme recebeu uma avaliação de 31 de 100, com base em 6 críticas, indicando "críticas geralmente desfavoráveis".
O site The Guardian classificou o filme com 2 estrelas de 5, justificando: "Usar a morte insensata de uma vítima de um tiroteio em uma escola para promover uma agenda política distorcida é, para usar um termo na moda, deplorável". O The A.V. Club deu ao filme um D+, afirmando que acredita de que o filme é "apenas mais um veículo para uma série de cenas em que os personagens devotos se lembram que Deus tem tudo sob controle", e que "as implicações políticas são muito desagradáveis". O jornal Los Angeles Times deu uma crítica mista, observando que, embora havia "...uma falta refrescante de moralização aqui, e um ênfase bem-vindo em aceitar as pessoas como elas são", sentiu que "as ironias forçadas de ter infames assassinos em massa adolescentes interagindo com a heroína parece mais do que um pouco explorador."
O filme também recebeu algumas críticas positivas. O Plugged In Online, um site de críticas pertencente ao Focus on the Family, deu uma crítica positiva do filme, dizendo: "A história de Rachel Joy Scott é um exemplo emocionante da diferença que apenas um cristão comprometido pode fazer na vida das pessoas ao seu redor." Luke Y. Thompson, escrevendo como um colaborador da revista Forbes, opinou: "...com sua mensagem de pró-compaixão e liderança amável, I'm Not Ashamed é um filme baseado na fé e digno de algum elogio.